# Friedrich von der Goltz (Landrat, 1741)
Friedrich Leopold Freiherr von der Goltz (geb. 1741 in Plutwinnen; gest. am 12. Februar 1803 in Fiugatten bei Ortelsburg) war ein preußischer Leutnant und Landrat.

## Herkunft
Friedrich Leopold von der Goltz war Angehöriger des Adelsgeschlechts Goltz. Er war der Sohn von Heinrich Ludwig von der Goltz (1678–1742), königlich polnischer und kursächsischer Obrist, Erbherr auf Leißienen, Redden und Plutwinnen. Seine Mutter war Helene Catharina (* um 1715; † nach 1752), geb. von Rippen auf Koblacken.

## Leben
Friedrich Leopold wurde zunächst durch Informatores (Schutzangehörige) unterrichtet. Weitere Privatlektionen über Historie, Geografie und andere Materien erhielt er bei dem Königsberger Professor Kowalewski. Im Alter von 14 Jahren trat er als Fahnenjunker in das preußische Heer ein, wo er den Rang eines Leutnants erreichte. Im Infanterieregiment von Dohna nahm er am Siebenjährigen Krieg teil. Nach seiner Verabschiedung vom Militär im Jahr 1764 kehrte er zurück in die Heimat um sich auf seinem Gut Eysselbitten der Landwirtschaft zuzuwenden.
Nach einer Nominierung für das Amt als Landrat des Kreises Rastenburg durch die Kriegs- und Domänenkammer Königsberg, und dem im Juni 1777 bestandenen Großen Examen, wurde er am 2. Juli des Jahres mittels Reskript zum Landrat dieses Kreises ernannt. Er wurde damit Amtsnachfolger von Johann Georg von der Groeben, der im Februar 1777 verstorben war. Das Amt als Landrat im Kreis Rastenburg übte er bis 1780 aus, Nachfolger wurde Christoph Wilhelm von Boyen. Im Anschluss wechselte er in gleicher Funktion in den Kreis Neidenburg. Dort amtierte er bis zu seinem Tod im Jahr 1803 als Landrat, ihm folgte im Januar 1804 George Wilhelm von Berge und Herrendorf.

## Persönliches
Friedrich Leopold von der Goltz war seit 1764 Erbherr seines Guts Markienen. Er war in erster Ehe seit Juni 1763 mit Catharina Adelgunde (1736–1813), Tochter des Capitains Friedrich Wilhelm von Braxein († 1751) aus dem Hause Banners, verheiratet. In zweiter Ehe vermählte er sich 1778 mit Charlotte Wilhelmine von Malachowski. Mit seiner dritten Ehefrau Henriette Louise (1758–1833), geb. von der Groeben aus dem Haus Plessen hatte er 10 Kinder. Beide verkauften das Gut Gilgenau im Wert von 16.100 Talern.